# Municipio de Santiago Apóstol
El municipio de Santiago Apóstol es uno de los 570 municipios del estado mexicano de Oaxaca. Su cabecera es la localidad de Santiago Apóstol.

## Geografía
El municipio de Santiago Apóstol colinda al norte con los municipios de Santa Ana Zegache y San Antonino Castillo Velasco; al oeste con los municipios de San Pablo Huixtepec, Santa Inés Yatzeche y Santa Gertrudis; y al sur y este con el municipio de Ocotlán de Morelos.

## Localidades
El municipio de Santiago Apóstol cuenta con cuatro localidades.
| Localidad             | Población (2020) |
| --------------------- | ---------------- |
| Santiago Apóstol      | 3821             |
| San Sebastián Ocotlán | 520              |
| San Lucas             | 74               |
| Piedra Cuache         | 6                |

## Gobierno
El municipio de Santiago Apóstol se rige mediante el sistema de usos y costumbres.
| Presidente municipal         | Periodo   |
| ---------------------------- | --------- |
| Macario Vázquez López        | 1996-1998 |
| Antonio Santiago Cruz        | 1999-2001 |
| Felipe Ramírez Contreras     | 2002-2004 |
| Juan Maya Contreras          | 2005-2007 |
| Antonio Contreras Vázquez    | 2008-2010 |
| Claudio Martínez López       | 2011-2013 |
| Bartolo Padilla Vázquez      | 2013-2016 |
| Miguel Ángel Sánchez Sánchez | 2017-2019 |
| Teodoro García Santiago      | 2020-2022 |
| Fernando Padilla Sánchez     | 2023-2025 |